# Affoux
Affoux ist eine französische Gemeinde  mit 397 Einwohnern (Stand: 1. Januar 2022) im Département Rhône in der Region Auvergne-Rhône-Alpes. Sie gehört zum Arrondissement Villefranche-sur-Saône und zum Kanton Tarare. Die Einwohner heißen Affousiens. Umgeben wird Affoux von Saint-Marcel-l’Éclairé im Norden, Saint-Forgeux im Osten, Montrottier im Südosten, Villechenève im Süden und Violay (im Département Loire) im Westen.

## Bevölkerungsentwicklung
| Jahr                       | 1962 | 1968 | 1975 | 1982 | 1990 | 1999 | 2006 | 2012 |
| Einwohner                  | 218  | 194  | 183  | 189  | 202  | 248  | 306  | 340  |
| Quellen: Cassini und INSEE |      |      |      |      |      |      |      |      |